# Cascastel-des-Corbières
Cascastel-des-Corbières – miejscowość i gmina we Francji, w regionie Oksytania, w departamencie Aude.
Według danych na rok 1990 gminę zamieszkiwały 204 osoby, a gęstość zaludnienia wynosiła 13 osób/km² (wśród 1545 gmin Langwedocji-Roussillon Cascastel-des-Corbières plasuje się na 705. miejscu pod względem liczby ludności, natomiast pod względem powierzchni na miejscu 511.).

## Zabytki
Zabytki w miejscowości posiadające status Monument historique:
- zamek Cascastel